# لاتام بيرو
لاتام بيرو (بالإنجليزية: LATAM Perú)‏ هي شركة طيران والناقل الوطني لبيرو مقرها في ليما، بيرو. وهي شركة تابعة لمجموعة خطوط لاتام الجوية التي تمتلك 49٪ من شركة الطيران. مركزها الرئيسي هو مطار خورخي شافيز الدولي. لاتام بيرو هي شركة الطيران المهيمنة في بيرو، حيث تسيطر على 73.4٪ من السوق المحلية.

## اتفاقية الرمز المشترك
لدى لاتام بيرو اتفاقية الرمز المشترك مع الشركات التالية:
- كوريا للطيران
- ويست جت إيرلاينز  [لغات أخرى]‏[5]

## الأسطول

### الأسطول الحالي

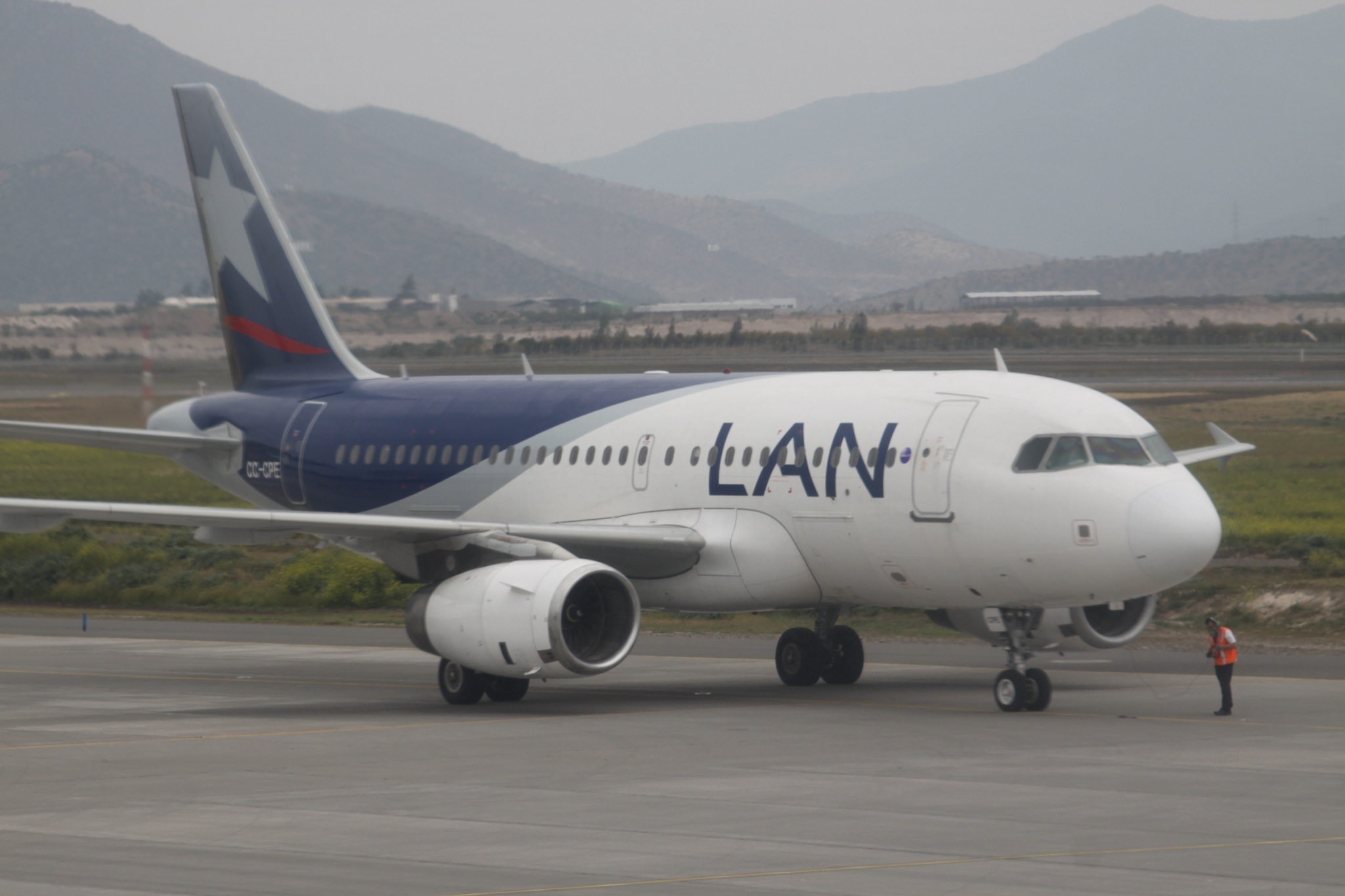
طائرة إيرباص إيه 319 بالكسوة السابقة

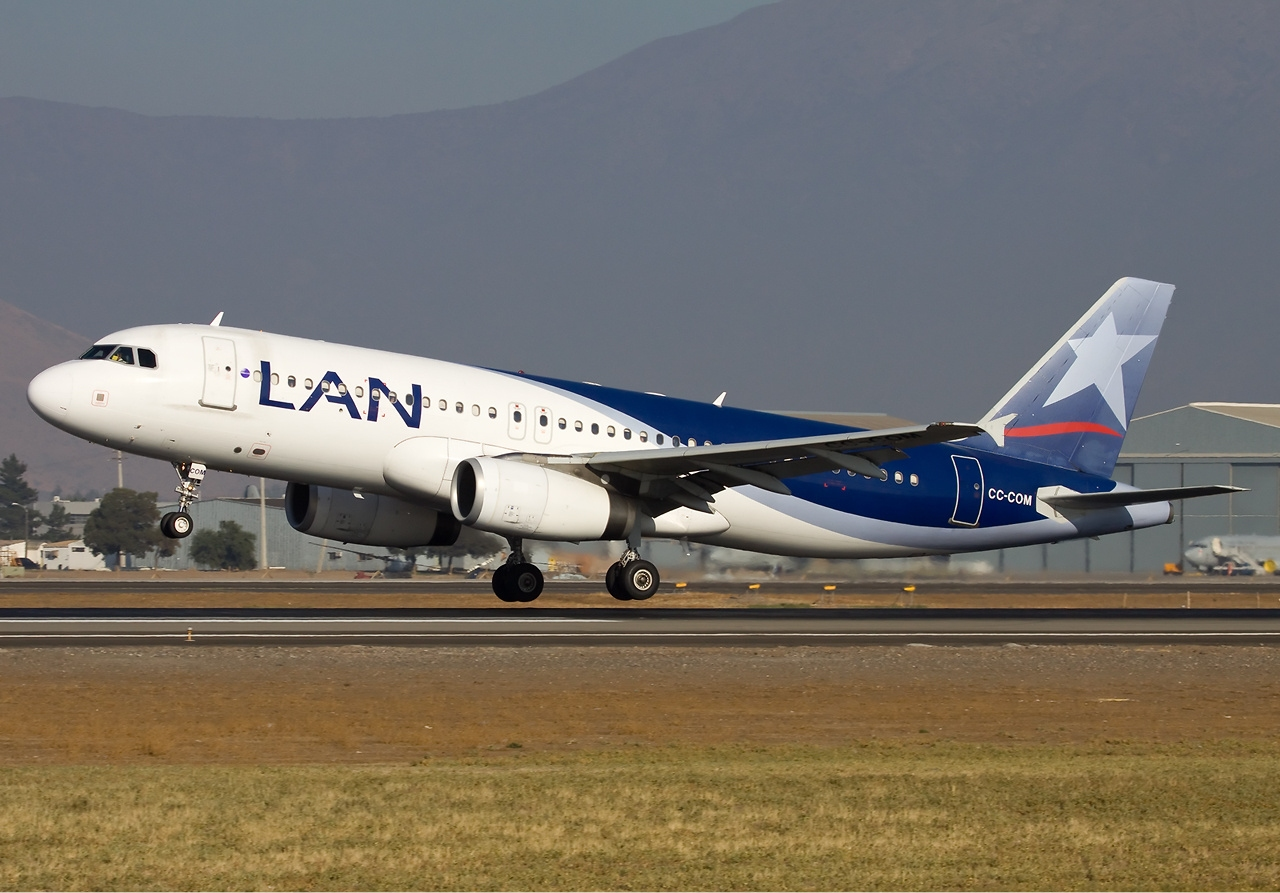
طائرة إيرباص إيه 320 بالكسوة السابقة

يتكون أسطول لاتام بيرو من الطائرات التالية، اعتبارًا من نوفمبر 2022):
| الطائرة                  | في الخدمة | مطلوبة | الركاب       | الركاب   | الركاب  | ملاحظات                       |
| الطائرة                  | في الخدمة | مطلوبة | رجال الأعمال | السياحية | المجموع | ملاحظات                       |
| ------------------------ | --------- | ------ | ------------ | -------- | ------- | ----------------------------- |
| إيرباص إيه 319-100       | 9         | —      | —            | 144      | 144     | 7 منها تديرها خطوط لان الجوية |
| إيرباص إيه 320-200       | 26        | —      | —            | 174      | 174     | تديرها خطوط لان الجوية        |
| عائلة إيرباص إيه 320 نيو | 2         | —      | —            | 174      | 174     | تديرها خطوط لان الجوية        |
| المجموع                  | 37        | —      |              |          |         |                               |

### الأسطول التاريخي
سبق لخطوط لاتام بيرو تشغيل الطائرات التالية:
| الطائرة   | المجموع | سحبت | أدخلت | ملاحظات                |
| --------- | ------- | ---- | ----- | ---------------------- |
| بوينغ 737 | 4       | 1999 | 2002  |                        |
| بوينغ 767 | 10      | 2010 | 2017  | تديرها خطوط لان الجوية |

## وصلات خارجية
- الموقع الرسمي